# Heterotheca viscida
Heterotheca viscida là một loài thực vật có hoa trong họ Cúc. Loài này được (A.Gray) V.L.Harms mô tả khoa học đầu tiên năm 1968.